# Huautepec (kommun)
Huautepec är en kommun i Mexiko.   Den ligger i delstaten Oaxaca, i den sydöstra delen av landet, 290 km sydost om huvudstaden Mexico City.
Följande samhällen finns i Huautepec:
- Huautepec
- El Camarón
- Santa Catarina Buenavista
- Cueva de los Seres
- Los Pinos
- Agua Esperanza
- Barrio Velasco
- Agua Colorada
- Agua de Tinta
- Llano Aguacatal
- Agua Evangelista
- Loma de Abejón
- El Mirador Peña Blanca
- Agua Pajarito
- Llano Platanal
- Río Tuerto
- Agua Come Tigre